# Ісмаель Лопес
Ісмаель Лопес (ісп. Isma López, нар. 29 січня 1990, Памплона) — іспанський футболіст, захисник клубу «Расінг».
Виступав, зокрема, за клуб «Спортінг» (Хіхон), а також юнацьку збірну Іспанії.

## Клубна кар'єра
Народився 29 січня 1990 року в місті Памплона. Вихованець юнацьких команд футбольних клубів «Осасуна» та «Атлетік Більбао».
У дорослому футболі дебютував 2007 року виступами за команду «Більбао Атлетік», в якій провів три сезони, взявши участь у 81 матчі чемпіонату. 
Згодом з 2010 по 2013 рік грав у складі команд «Реал Сарагоса Б», «Луго» та «Атлетік Більбао».
Своєю грою за останню команду привернув увагу представників тренерського штабу клубу «Спортінг» (Хіхон), до складу якого приєднався 2013 року. Відіграв за клуб з Хіхона наступні п'ять сезонів своєї ігрової кар'єри. Більшість часу, проведеного у складі хіхонського «Спортінга», був основним гравцем захисту команди.
Протягом 2018—2020 років захищав кольори клубів «Омонія», «Тенерифе» та «Динамо» (Бухарест).
До складу клубу «Расінг» приєднався 2021 року. Станом на 3 липня 2022 року відіграв за клуб із Сантандера 22 матчі в національному чемпіонаті.

## Виступи за збірні
У 2006 році дебютував у складі юнацької збірної Іспанії (U-17), загалом на юнацькому рівні взяв участь у 26 іграх, відзначившись 4 забитими голами.

## Титули і досягнення
- Чемпіон Європи (U-17) (1):

Іспанія U-17: 2007